# Воробьёв, Дмитрий Александрович (футболист)
Дми́трий Алекса́ндрович Воробьёв (укр. Дмитро Олександрович Воробйов; род. 27 августа 1977, Краснодар) — российский и украинский футболист, вратарь.

## Клубная карьера
Воспитанник краснодарской «Кубани». Начал профессиональную карьеру в клубе «Изумруд» (Тимашёвск). В 16 лет был приглашён в донецкий «Шахтёр». В команде выступал за «Шахтёр-2», в 1999 году попадал в заявку основной команды «Шахтёра». В 2001 году игрока купила «Кубань». Затем он был отдан в аренду в ереванский «Спартак», который после объединился с «Бананцем». В 2003 году вместе с командой стал серебряным призёром чемпионата Армении, также вместе с командой выступал в еврокубках. Благодаря его хорошей игре в Армении его рассматривали как игрока сборной Армении и также рассматривался вариант смены гражданства. Зимой 2004 года перешёл в донецкий «Металлург». В чемпионате Украины дебютировал 8 мая 2005 года в матче против луцкой «Волыни» (1:0). В 2005 году выступал на правах аренды за запорожский «Металлург», в команде провёл всего 1 матч в чемпионате и 1 в Кубке Украины. Сейчас является запасным вратарём донецкого «Металлурга».
В составе юношеской сборной России на чемпионате Европы 1994 года провёл матч против Швейцарии (5:1).
Женат на девушке Виктории, осенью 2009 года у них родилась дочь Ева.